# Bauerschaft Große Höhe
Die Bauerschaft Große Höhe war bis zum 19. Jahrhundert eine der untersten Verwaltungseinheiten im ländlichen Außenbezirk der bergischen Bürgermeisterei Hardenberg im Kreis Elberfeld des Regierungsbezirks Düsseldorf innerhalb der preußischen Rheinprovinz.
Zuvor gehörte die Bauerschaft zur Herrschaft Hardenberg im Herzogtum Berg. Im Zuge einer Verwaltungsreform innerhalb des Großherzogtums Berg wurde 1808 die Bürgermeisterei Hardenberg gebildet.
Laut der Statistik und Topographie des Regierungsbezirks Düsseldorf von 1832 gehörten zu der Bauerschaft folgende übergeordnete Ortschaften und Wohnplätze: Toenisheide, Großeldikum, Koffhäuschen, Auf Wimmershof, Aufm Angst und Zu Dabei.
Das Gemeindelexikon für die Provinz Rheinland listet die Ortschaften und Wohnplätze 1888 detailliert auf: Alte Krone, Ammanskothen, Am neuen Eichholz, Am neuen Haus, Am neuen Stern, Am Timpen, An den Sträuchen, An der Linden, An der Schanze, Andershäuschen, Angst, Auf der Heide, Auf der Höhe, Auf’m Berg, Beim Stinder, Birkenfeld, Bruch, Buschhaus, Buschkothen, Dahlersprung, Dannenbruch, Haus Dellenbusch, Hof Dellenbusch, Dreckloch, Drenk, Eichholz, Eidikumerbaum, Frickenkothen, graben, Groß Eidikum, Hackfeld, Hackland, Im Löh, Karrenberg, Kaulsberg, Keefhäuschen, Kirchberg, Klarensprung, Klein Eidikum, Kortzhaus, Krecklenberg, Kuhlen, Lampeiskothen, Langenfeld, Leimkuhl, Meiberg, Mietzendahl, Mondenschein, Mühlenhof, Müllerskothen, Müschenhaus, Mutzholz, Neue Krone, Oberste Knapp, Papenbruch, Plahrskothen, Pötterkothen, Rodenbusch, Rodenhausdelle, Rosenberg, Rottacker, Schlagbaum, Sonnenschein, Sonnenscheinhäusgen, Tebie, Thielenhäusgen, Unterste Knapp, Weberskothen, Wimmershof, Windei, Zum Hagen und Zu Nedden. Zu dieser Zeit lebten in diesen Orten 908 Menschen in 100 Wohnhäusern.